# The Showdown (1928)
The Showdown is een Amerikaanse dramafilm uit 1928 onder regie van Victor Schertzinger. Destijds werd de film in Nederland uitgebracht onder de titel Blanke ballast.

## Verhaal
Een groep westerlingen is op zoek naar olie in Latijns-Amerika. Ze vechten over hun olieconcessies en over een lokale prostituee. Wanneer Sybil Shelton in het gebied aankomt, waarschuwt Cardan haar dat geen enkele vrouw er haar deugd kan bewaren. Zij is van plan om zijn ongelijk te bewijzen.

## Rolverdeling
| Acteur          | Personage       |
| --------------- | --------------- |
| George Bancroft | Cardan          |
| Evelyn Brent    | Sybil Shelton   |
| Neil Hamilton   | Wilson Shelton  |
| Fred Kohler     | Winter          |
| Helen Lynch     | Goldie          |
| Arnold Kent     | Hugh Pickerell  |
| Leslie Fenton   | Kilgore Shelton |
| George Kuwa     | Willie          |